# النباتات ضد وحوش الزومبي: حرب الحديقة 2
النباتات ضد وحوش الزومبي: حرب الحديقة 2 (بالإنجليزية: Plants vs. Zombies: Garden Warfare 2)‏ هي لعبة فيديو من منظور الشخص الثالث، وهي إحدى ألعاب سلسلة ألعاب الفيديو بلانتس فيرسيز زومبيز، مطورة من قبل شركة بوب كاب ونشرت من شركة إلكترونيك آرتس، صدرت في السوق بتاريخ 23 يناير 2016م بالولايات المتحدة ، ثم يوم 25 يناير من نفس العام لبقية دول العالم ، تعمل اللعبة لأنظمة مايكروسوفت ويندوز وبلاي ستيشن 4 وإكس بوكس ون وهذا اللعبة هي الجزء الثاني بعد لعبة النباتات ضد وحوش الزومبي: حرب الحديقة المنتجة في سنة 2014.

## شخصيات اللعبة
الزومبي:
IMP : و هو زومبي صغير و لكنه خطير يتحول الى روبوت كبير و لديه سلاح رشاش و قوة انعدام جاذبية للنباتات لا يستطيعون التحكم في نفسهم لمدة مؤقتة.
Super Brainz : و هو زومبي قوي يمتلك قوى خارقة و قفزة طويلة.
Captain Deadbeard : و هو زومبي قبطان لديه مدفع و ببغاء.
Soldier : الجندي القوي الذي لديه سلاح قاتل و دخان سام و حاجب للرؤية و قفزة قوية.
Scientist : العالِم الذكي الذي يسعف الزومبي الاخرين و يمتلك سلاح قوي.
Engineer : الزومبي الذي يبني البوابات و لديه قوة منومة مؤقتة للنباتات.
All-Star : الزومبي الرياضي السريع الذي لديه سلاح رشاش يطلق كرات قدم و لديه قوة لاستدعاء دمية شبيهه له لخداع خصمه و يستطيع استدعاء IMP متفجر يرميه للخصوم.
Hoverboard Goat 3000: الاسطورة الذي خُتم داخل صندوق من سنين و يجب على اللاعب ان يفتحه بعد ان يتحدى القزم الكبير و يهزمه , لدى الماعز سلاح ليزر فتاك و لديه قوة يستطيع ان يعطي قوة لبقية الزومبي , و لديه قوة لكي يسرع اكثر ليهزم النباتات.
النباتات:
Citron: البرتقالة التي تطلق ليزر برتقالي يمر من خلال الزومبي ليقضي عليه , و يستطيع التحول لبرتقالة كاملة مدورة لكي يمشي بسرعة و يضرب خصومه.
Rose:الوردة الحمراء الساحرة التي تحول الزومبي الى ماعز و تستطيع تبطيئهم.
Kernel corn: الذُرة الجندي الذي لديه سلاح رشاش قوي و لديه قنبلة متفجرة تفجر كل من في طريقها , و لديه قفزة طويلة و يطلق معها رشاش قوي يقتل الذي تحته .
Peashooter: البازيلاء التي تطلق مدافع من البازيلاء على خصومها و لديها حبة فاصولياء و هي قنبلة مؤقتة تنفجر و تدمر كل من في طريقها و لديها ايضاً قوة تمكنها من الركض بشكل اسرع.
Sunflower: الزهرة التي تعالج النباتات الاخرى و تستطيع استدعاء نبتة معالجة اخرى.
Chomper: النبتة الاكلة للزومبي تستطيع اكل الزومبي في قضمة واحدة و يمكنها ان تبطئ حركتهم لتستطيع اكلهم بشكل اسهل.
Cactus: الصبارة التي تستطيع ان تطلق من بعيد و لديها جدار من الفستق لكي تحمي نفسها من الاعداء , و بطاطا متفجرة عند لمسها , و ثوم طائر يطلق على الخصوم.
Torchwood: الاسطورة الذي خُتم داخل صندوق من سنين و يجب على اللاعب ان يفتحه بعد ان يتحدى القزم الكبير و يهزمه , لدى الشجرة المحترقة سلاح ناري يطلقه على الخصوم و عندما يغضب يصبح لون النار ازرق و يكون اقوى , و لديه قوة نفَس ناري يطلقه لمن يكون قريب منه و يقتله.

## وصلات خارجية
- الموقع الرسمي